# Cyanoramphus subflavescens
Espèce
Cyanoramphus subflavescens est une espèce éteinte d'oiseaux de la famille des Psittacidae.

## Répartition
Cette espèce était endémique de l'île Lord Howe. Elle a été observée pour la dernière fois en 1869.